# Liste des films colombiens sortis dans les années 2000
Cette liste répertorie les longs-métrages du cinéma colombien concernant la fiction, l'animation et les documentaires sortis dans les années 2000.
| Type         | Titre original                                                                  | Titre français       | Réalisateur                                                  | Année |
| ------------ | ------------------------------------------------------------------------------- | -------------------- | ------------------------------------------------------------ | ----- |
| Fiction      | Cinema s.o.s.                                                                   | -                    | Gustavo Medina Tafur                                         | 2000  |
| Documentaire | Colombia con sentido                                                            | -                    | Diego García Moreno                                          | 2000  |
| Documentaire | Estanislao Zuleta¸ biografía de un pensador                                     | -                    | José Antonio Dorado                                          | 2000  |
| Documentaire | Expedición a la diversidad                                                      | -                    | Fernando Riaño                                               | 2000  |
| Fiction      | Kalibre 35                                                                      | -                    | Raúl García R. Jr                                            | 2000  |
| Documentaire | La maría: relato de un secuestro                                                | -                    | Mauricio Vergara Hurtado                                     | 2000  |
| Documentaire | Las fábricas del agua                                                           | -                    | Luis Alberto Restrepo                                        | 2000  |
| Fiction      | La toma de la embajada                                                          | -                    | Ciro Durán                                                   | 2000  |
| Fiction      | La virgen de los sicarios                                                       | La Vierge des tueurs | Barbet Schroeder                                             | 2000  |
| Fiction      | Terminal                                                                        | -                    | Jorge Echeverri                                              | 2000  |
| Fiction      | Bogotá 2016                                                                     | -                    | Alessandro Basile, Ricardo Guerra, Pablo Mora, Jaime Sánchez | 2001  |
| Fiction      | Desasosiego                                                                     | -                    | Guillermo Álvarez                                            | 2001  |
| Documentaire | El silencio roto                                                                | -                    | Felipe Paz                                                   | 2001  |
| Documentaire | El viaje de los últimos descendientes de daguerre                               | -                    | José María Tapias                                            | 2001  |
| Documentaire | Guajira¸ el desierto y su gente                                                 | -                    | María Pía Quiroga                                            | 2001  |
| Documentaire | La canoa de la vida                                                             | -                    | Diego García Moreno                                          | 2001  |
| Fiction      | La decisión de San Mateo                                                        | -                    | Iván Benjumea-Rey                                            | 2001  |
| Fiction      | La mágica aventura de Óscar                                                     | -                    | Diana Sánchez                                                | 2001  |
| Documentaire | La mancha amarilla                                                              | -                    | José Miguel Restrepo                                         | 2001  |
| Fiction      | La pena máxima                                                                  | -                    | Jorge Echeverri                                              | 2001  |
| Documentaire | Las castañuelas de Notre Dame                                                   | -                    | Diego García-Moreno                                          | 2001  |
| Fiction      | Los niños invisibles                                                            | -                    | Lisandro Duque Naranjo                                       | 2001  |
| Documentaire | Masa Moaré¸ trabajo de gente                                                    | -                    | Nohra Rodríguez Jiménez                                      | 2001  |
| Documentaire | Nunca más                                                                       | -                    | Marta Rodríguez, Fernando Restrepo                           | 2001  |
| Fiction      | Siniestro                                                                       | -                    | Ernesto McCausland                                           | 2001  |
| Documentaire | Sinú¸ tierra de agua                                                            | -                    | Fernando Riaño La Rotta, María Pía Quiroga                   | 2001  |
| Documentaire | Tiempo de miedo                                                                 | -                    | Óscar Campo                                                  | 2001  |
| Documentaire | Vía al mar                                                                      | -                    | Colbert García                                               | 2001  |
| Documentaire | 9 de abril de 1948                                                              | -                    | María Valencia Gaitán                                        | 2002  |
| Documentaire | Aborigen, los wiwas                                                             | -                    | Daniel Piñacué Achicué                                       | 2002  |
| Fiction      | Acosada en lunes de carnaval (asesinato en lunes de carnaval)                   | -                    | Malena Roncayolo                                             | 2002  |
| Fiction      | After party, the movie                                                          | -                    | Julio César Luna, Guillermo Rincón                           | 2002  |
| Documentaire | Ajuar de modernidad                                                             | -                    | Jorge Villa                                                  | 2002  |
| Documentaire | Amazonía, cuentos de sabedores majaño sayo dyga (entre el águila y la anaconda) | -                    | Roberto Triana Arenas                                        | 2002  |
| Documentaire | Bajo el ojo auspicioso de hare                                                  | -                    | Jorge Andrés Silva, Enrique Zambrano Ordúz                   | 2002  |
| Documentaire | Bajo una luna diferente                                                         | -                    | Natalia Peña Beltrán                                         | 2002  |
| Documentaire | Barba Jacob, poeta maldito                                                      | -                    | Roberto Triana Arenas                                        | 2002  |
| Documentaire | Barba Jacob, el hechizado                                                       | -                    | Roberto Triana                                               | 2002  |
| Documentaire | Bienvenidos a Colombia                                                          | -                    | Catalina Villar                                              | 2002  |
| Fiction      | Bolívar soy yo                                                                  | -                    | Jorge Alí Triana                                             | 2002  |
| Documentaire | Caicedo o la persistencia del olvido                                            | -                    | Berta Lucía Gutiérrez Gómez, Juan Guillermo Romero Toro      | 2002  |
| Fiction      | Como el gato y el ratón                                                         | -                    | Roberto Triana                                               | 2002  |
| Documentaire | De(s)amparo polifonía familiar                                                  | -                    | Gustavo Fernández                                            | 2002  |
| Documentaire | Descubriendo el amazonas                                                        | -                    | Luis Eduardo Mejía Duque                                     | 2002  |
| Documentaire | Diálogo de instrumentos y cantos                                                | -                    | Ana Víctoria Arias Mantilla                                  | 2002  |
| Documentaire | Dolores del río                                                                 | -                    | Rodrigo Castaño de Valencia                                  | 2002  |
| Documentaire | El reino encantado                                                              | -                    | Ana María Marín Pulgarín, Óscar Molina                       | 2002  |
| Documentaire | Esperando                                                                       | -                    | Elizabeth Ávila, Luis Augusto Rozo, Daniela Luque            | 2002  |

- La desazón suprema. Retrato incesante de Fernando Vallejo (2003), de Luis Ospina.
- La Primera Noche (2003), de Luis Alberto Restrepo
- Calibre 35 (2004), de Raúl García.
- Maria, pleine de grâce (María llena eres de gracia) (2004), de Joshua Marston
- Sumas y restas (2004), de Victor Gaviria
- El rey (2004), de Antonio Dorado
- La Sombra del Caminante (2004), de Ciro Guerra
- Sin Amparo (2004), (2004) de Jaime Osorio
- Colombianos, un acto de fe (2004), de Carlos Fernandez De Soto
- Rosario Tijeras (2005), d'après le roman de Jorge Franco, réalisé par Emilio Maillé
- Perdre est une question de méthode (Perder es cuestión de método) (2005), de Sergio Cabrera
- Mi abuelo, mi papá y yo (2005), de Dago García et Juan Carlos Vásquez
- La historia del baúl rosado (2005), de Libia Stella Gómez Díaz
- Violeta de mil colores (2005), de Harold Trompetero
- El Trato (2006), de Francisco Norden
- Rêver ne coûte rien (Soñar no cuesta nada) (2006), de Rodrigo Triana
- PVC-1 (2007), de Spiros Stathoulopoulos